# Marcel Weiß
Marcel Weiß (* 2. November 1976 in Berlin) ist ein deutscher Trainer im deutschen Galoppsport.
Weiß begann seine Ausbildung zum Rauner bei Martin Rölke († 2014) und wechselte 1997 zum Diana-Stall unter der Leitung von Werner Haustein nach Hoppegarten. Es folgten Stationen bei Heinz Jentzsch in Mülheim an der Ruhr und später als Futtermeister des Gestüts Auenquelle unter Uwe Ostmann und Jens Hirschberger. Seit 2019 leitet er als Cheftrainer das Gestüt Auenquelle.
Der gebürtige Berliner ist verheiratet und Vater zweier Kinder.

## Erfolge

### Persönliche Auszeichnungen
- Trainer des Jahres (Galopper-Fachmagazin „Sport-Welt“) 2020
- Trainer des Jahres (Galopper-Fachmagazin „Sport-Welt“) 2021[2]

### Siege als Trainer (Auswahl)
- 2021: Prix de l’Arc de Triomphe mit Torquator Tasso
- 2023: Deutsches St. Leger mit Lordano